# Страхування відповідальності роботодавця
Страхування відповідальності роботодавця — вид страхування, при якому здійснюється покриття фінансових втрат підприємства, які виникли в результаті компенсації шкоди, заподіяної працівнику при виконанні ним службових обов'язків.

## Історія розвитку
Стрімкий розвиток промисловості та пов'язане з ним ускладнення технологічних процесів в середині XIX сторіччя призвели до поширення професійних захворювань та збільшення частоти нещасних випадків на виробництві. Через це потрібно було негайно врегулювати відносини між роботодавцем та працівником. Інструментом для врегулювання виступили відповідні законодавчі акти.
На початку введення в дію таких актів очікуваного результату не було досягнуто, адже вони передбачали слабкий правовий захист найманого працівника, який мав довести причетність роботодавця до заподіяної шкоди, що було досить складно. З часом законодавчі акти удосконалювалися, що привело до встановлення суворої відповідальності роботодавця за шкоду життю та здоров'ю працівника.
Наприкінці 60-х років більшість європейських країн ввели закон про обов'язкове страхування відповідальності роботодавця. В Україні даний вид страхування не є обов'язковим.

## Об'єкт страхування
У разі настання нещасного випадку з працівником при виконанні ним службових обов'язків роботодавець несе фінансову відповідальність. Ця фінансова відповідальність роботодавця і є об'єктом страхування, при цьому страхова компанія відшкодовує страхувальникові понесені витрати.

## Страхові випадки
1. роботодавець припустився особистої необережності (якщо роботодавець є фізичною особою);
2. роботодавець не зміг забезпечити відповідного та безпечного обладнання, устаткувати безпечні робочі місця й підібрати кваліфікованих, компетентних службовців;
3. сталися порушення законодавчих актів, які можуть призвести до відповідальності роботодавця;
4. необережність одного зі службовців призвела до травми іншого службовця.

## Умови та договір страхування
Страховики відшкодують витрати тільки якщо страхувальник притягнений до відповідальності за шкоду заподіяну життю та здоров'ю службовця, і сталося це в період дії договору страхування, коли службовець працював на страхувальника, виконуючи службові обов'язки.
Для укладення договору страхування страхувальник повинен подати письмову заяву з додатком в якому міститься список працівників, на яких розповсюджується відповідальність роботодавця. Цей додаток є обов'язковим документом при укладенні договору страхування відповідальності роботодавців.
Укладається договір частіш за все строком на 1 рік.
Страховики застосовують франшизу за одним страховим випадком, а також за збитками стосовно одного працівника підприємства.
Страхова премія може залежати від двох чинників:
- річної суми заробітної плати;
- річного обігу.